# Chitón
| Dibujo preparatorio del capricho nª 28. |

El aguafuerte Chitón es un grabado de la serie Los Caprichos del pintor español Francisco de Goya. Está numerado con el número 28 en la serie de 80 estampas. Se publicó en 1799.

## Interpretaciones de la estampa
Existen varios manuscritos contemporáneos que explican las láminas de los Caprichos. El que se encuentra en el Museo del Prado se tiene como autógrafo de Goya, pero parece más bien despistar y buscar un significado moralizante que encubra significados más arriesgados para el autor. Otros dos, el que perteneció a Ayala y el que se encuentra en la Biblioteca Nacional, realzan la parte más escabrosa de las láminas.
- Explicación de esta estampa del manuscrito del Museo del Prado: Excelente madre para un encargo de confianza.[2]

- Manuscrito de Ayala: Las señoras de distinción se valen a veces de aquellas viejas miserables, que están a las puertas de las iglesias, para llevar billetes de amor.[2]

- Manuscrito de la Biblioteca Nacional: Las señoras de distinción se valen de aquellas viejas que suelen estar rezando a las puertas de las iglesias para llevar billeticos y enviar citas a sus amantes.[2]